# Вана-Вигала
Ва́на-Ви́гала (эст. Vana-Vigala) — деревня в волости Мярьямаа уезда Рапламаа, Эстония. 
До административной реформы местных самоуправлений Эстонии 2017 года входила в состав волости Вигала.

## География и описание
Деревня Вана-Вигала расположена у шоссе Ядивере—Силла по обоим берегам реки Вигала. Находится в 40 километрах к юго-западу от уездного города Рапла и в 17 километрах к юго-западу от волостного центра Мярьямаа. Высота над уровнем моря — 28 метров.
Официальный язык — эстонский. Почтовый индекс — 78003.

## Население
По данным переписи населения 2011 года, в Вана-Вигала проживали 288 человек, из них 282 (97,9 %) — эстонцы. 
По данным переписи населения 2021 года, в деревне насчитывалось 280 жителей, из них 270 (96,8 %) — эстонцы.
Численность населения деревни Вана-Вигала по данным переписей населения:
| Год  | 1979 | 1989   | 2000  | 2011  | 2021  |
| ---- | ---- | ------ | ----- | ----- | ----- |
| Чел. | 817  | ↗ 1013 | ↘ 580 | ↘ 288 | ↘ 280 |

## История
Первые сведения о поселении на месте нынешней деревни Вана-Вигала относятся к 1426 году. Деревня в то время носила название Зикенкос (Sikenkos), позже — немецкоязычное Альт-Фиккель (нем. Alt-Fickel), что означает Старый Фиккель (эст. Vana-Vigala). Согласно письменным источникам, в  16-м столетии здесь была мыза Зикенкос  — будущая знаменитая Альт-Фиккель.
Уже в средние века земли Вигала принадлежали Икскюлям — одному из самых  могущественных вассальных семейств Старой Ливонии — и были в их владении до Октябрьской революции. Оплотами их власти были мыза Вана-Вигала, церковь Святой Марии и городище.
В 1841 году в Вана-Вигала была открыта первая в окру́ге Школа для девочек. С 1920 года в деревне работает профессиональное учебное заведение и с 1975 года — основная школа.
В 1869 году в регионе из-за засухи случился большой неурожай, что угрожало населению голодом. Владельцы мызы Вана-Вигала решили дать жителям работу на строительстве ограды мызного парка. Так как в суглинистой почве окрестностей Вигала подходящих для строительства камней не нашлось, их привезли через болото Авасте за 20 километров из деревни Коонга. В качестве платы за труд мыза дала строителям продовольственное зерно. С этого времени сохранившаяся ограда парка мызы носит название «Стена Голода».
В 1905 году мыза попала в центр народных волнений. Крестьяне сожгли мызу. После этого её восстановили в несколько изменённом виде.
В 1931–1968 годах через южную часть деревни проходила узкоколейная железная дорога Рапла—Виртсу. В границах деревни был построен железнодорожный вокзал, вокруг которого возникло поселение с густой застройкой.
В советское время деревня была центром колхоза «Вабадуз» («Свобода»). Здесь было построено много квартирных домов.
В 1978 году общий земельный фонд колхоза «Вабадуз» составлял 9,2 тысячи гектара, в том числе сельскохозяйственные угодья — 5 тысяч гектаров, из них обрабатываемых земель — 4 тысячи гектара. Средняя численность работников колхоза в 1978 году составила 307 человек.
В 1989 году Вана-Вигала была самой большой деревней Раплаского района Эстонии с населением 1013 жителей. Юридический преемник колхоза — сельскохозяйственный кооператив «Вабадуз» (эст. Põllumajandusühistu „Vabadus”) — распался в 1994 году. С ликвидацией крупнейшего работодателя численность жителей деревни стала быстро снижаться.

## Инфраструктура
В деревне находятся Начальная школа Вана-Вигала, Вана-Вигалаская школа техники и обслуживания, школьный пункт здоровья, аптека, Народный дом, библиотека и несколько магазинов.

## Культура

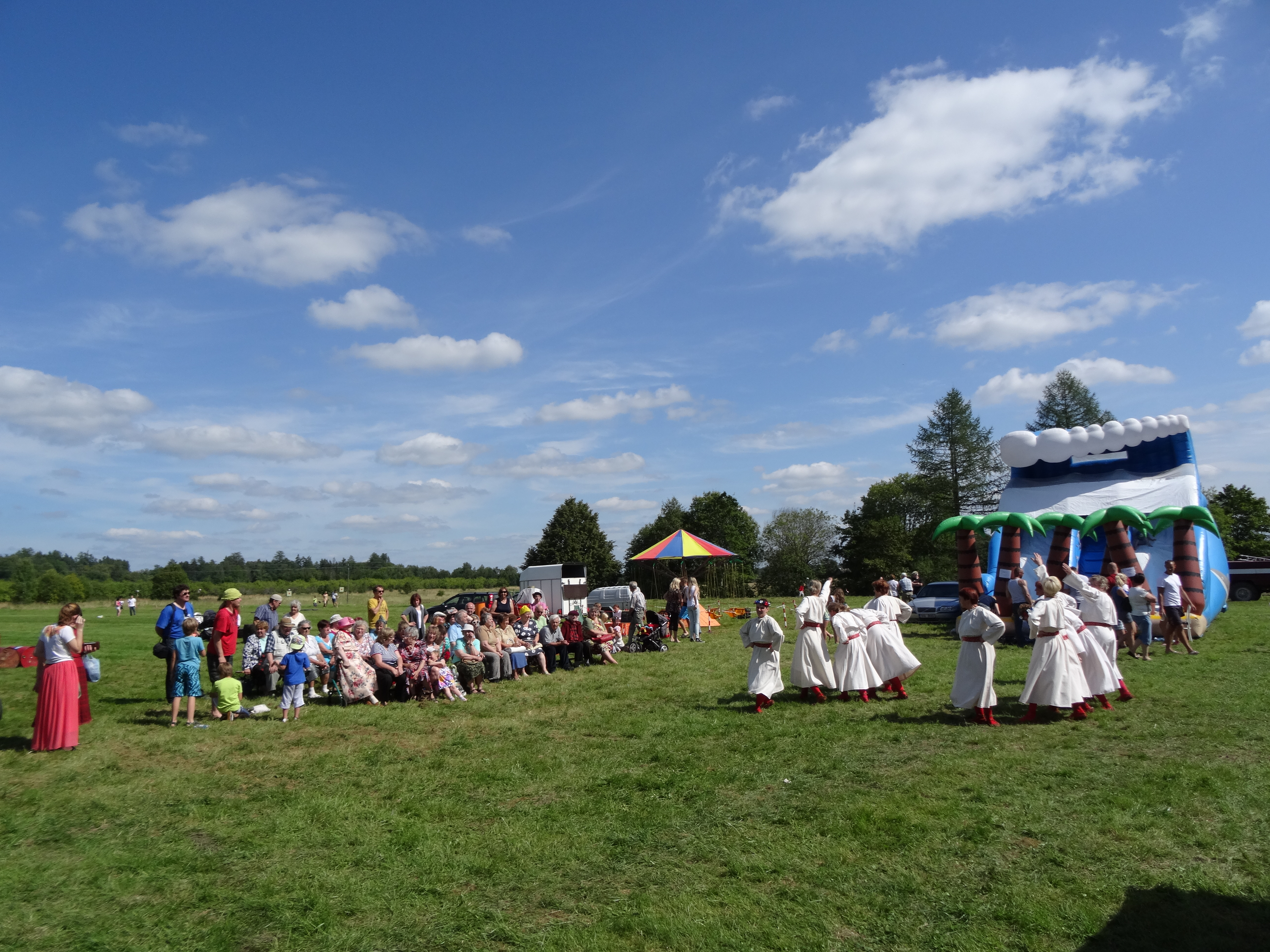
Народный танец на ярмарке в Вана-Вигала

С 1988 года в деревне проводится летний семинар руководителей школьных хоров, который заканчивается концертами.
В Народном доме Вигала круглогодично работают различные кружки.
В здании бывшего железнодорожного вокзала работает Вигалаская библиотека.
С 2002 года для детей организуется фольклорный летний лагерь.
C 2004 года проводятся гостевые дни в рамках эстонской туристической игры «Забытые мызы».
В деревне ежегодно проводится эстонский музыкальный фестиваль «Хард-рок-лагерь».
Каждой осенью устраивается имеющая давние традиции ярмарка «Поти лаат» (в буквальном переводе с эстонского — «Горшочная ярмарка»).

## Достопримечательности
- мыза Вана-Вигала и мызный парк;
- кладбище Вана-Вигала[эст.];
- древний жертвенник Вана-Вигала[эст.], расположенный через реку напротив мызного парка, и «Священный» дуб;
- бывший комплекс железнодорожного вокзала Вигала: здание вокзала, водонапорная башня, торговый склад, гидрант и жилые дома железнодорожников.

## Галерея

Деревня Вана-Вигала
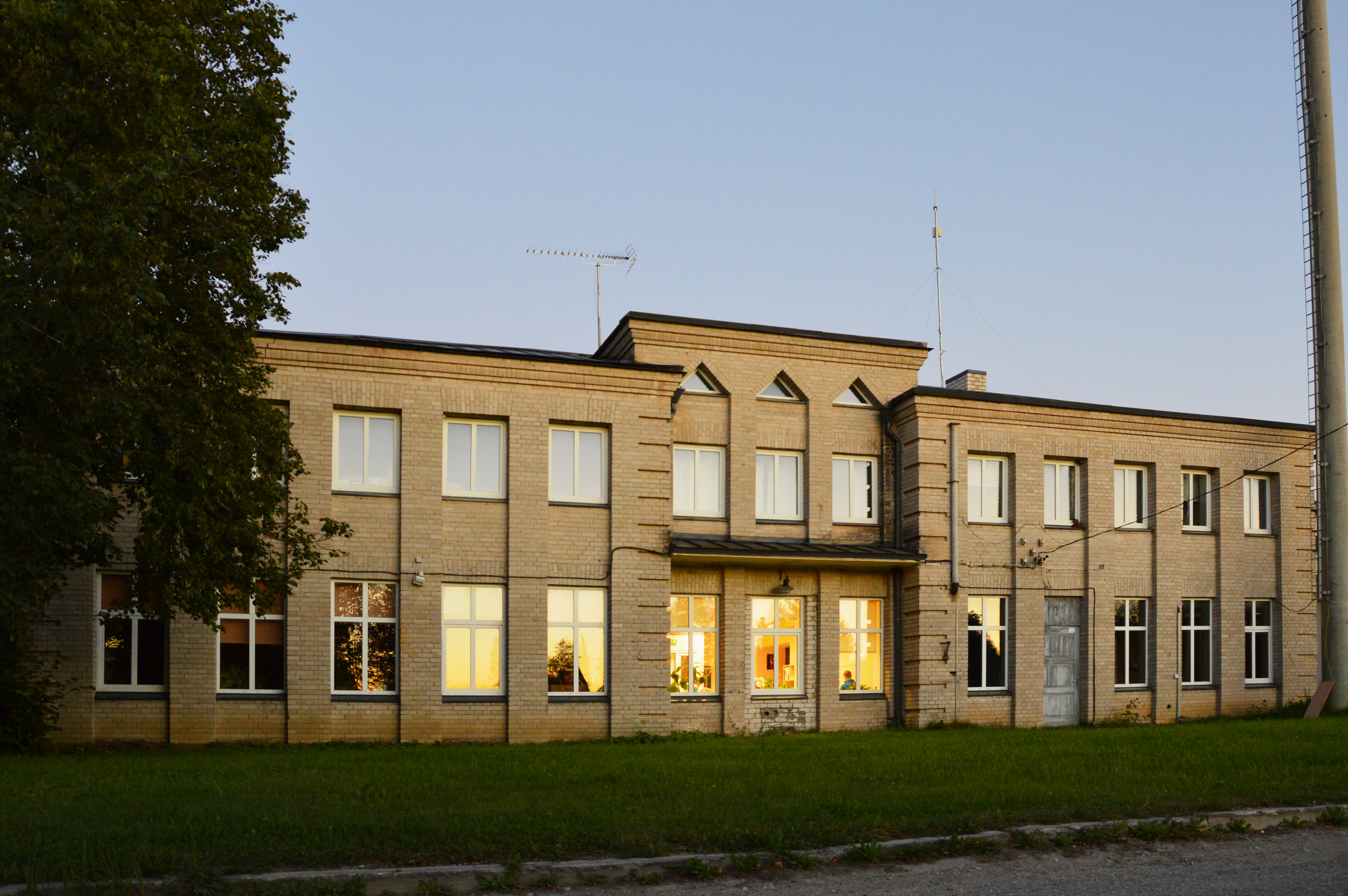
Библиотека (бывший железнодорожный вокзал)
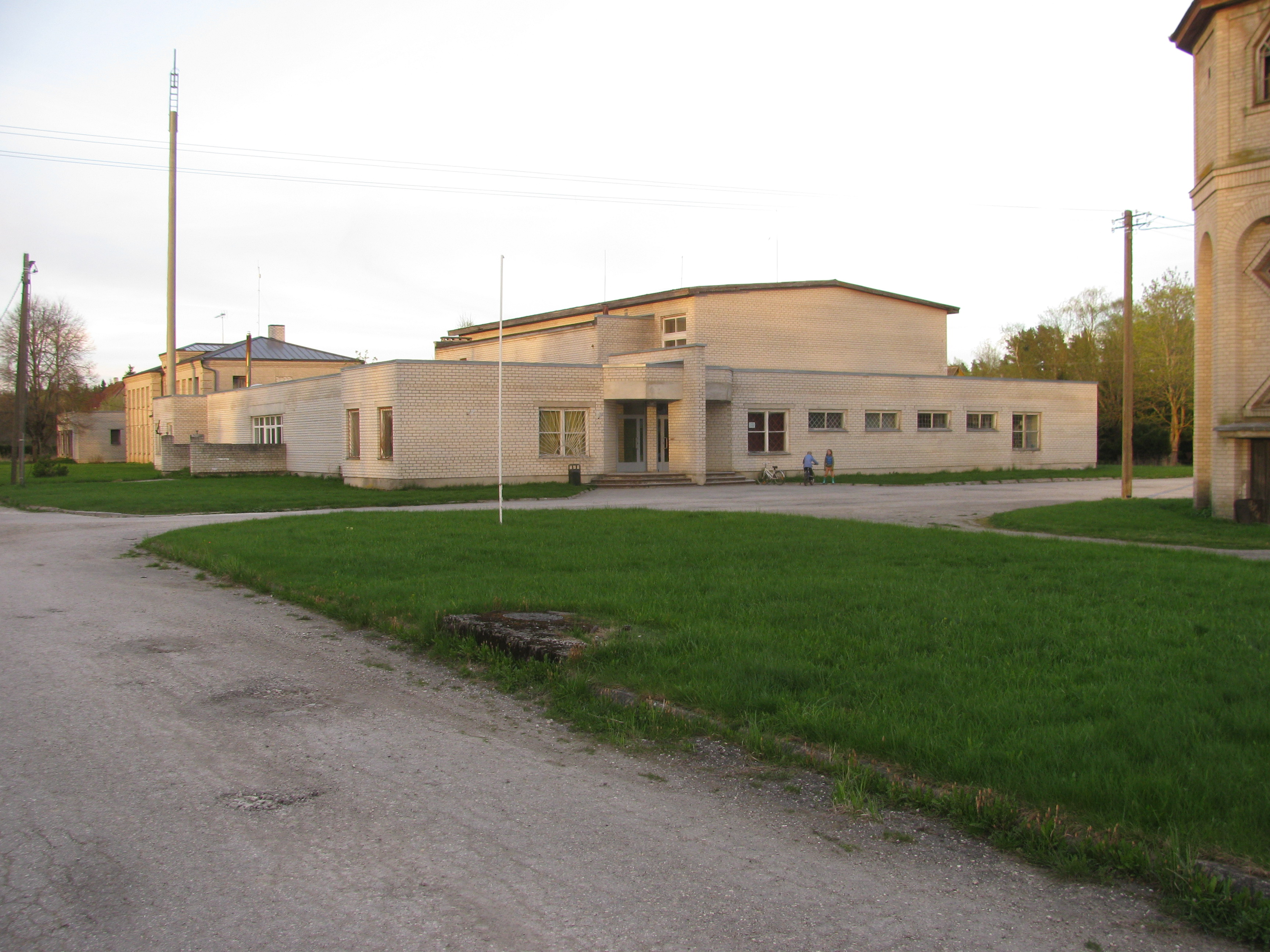
Народный дом
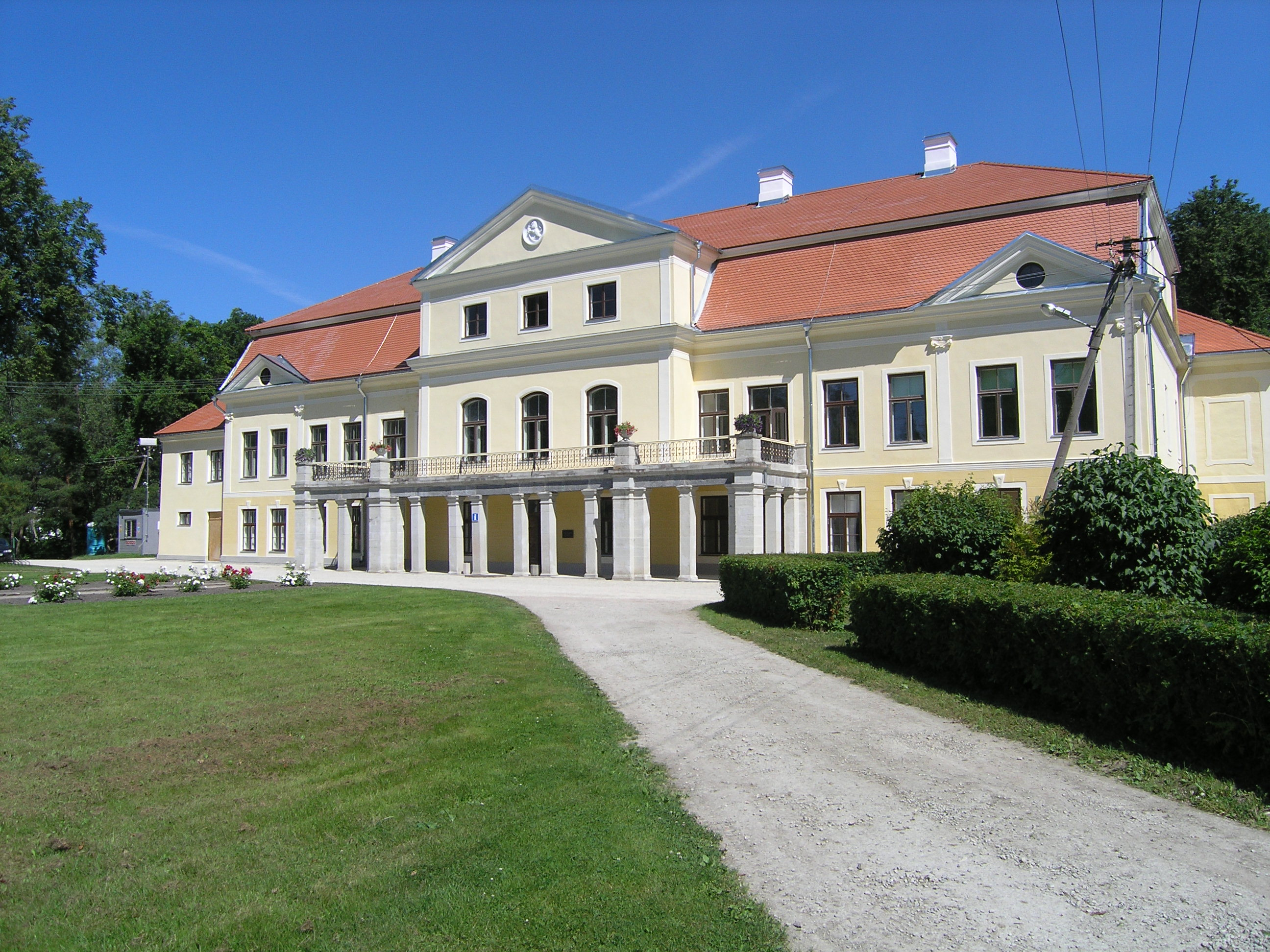
Основная школа, бывшее главное здание мызы Альт-Фикель
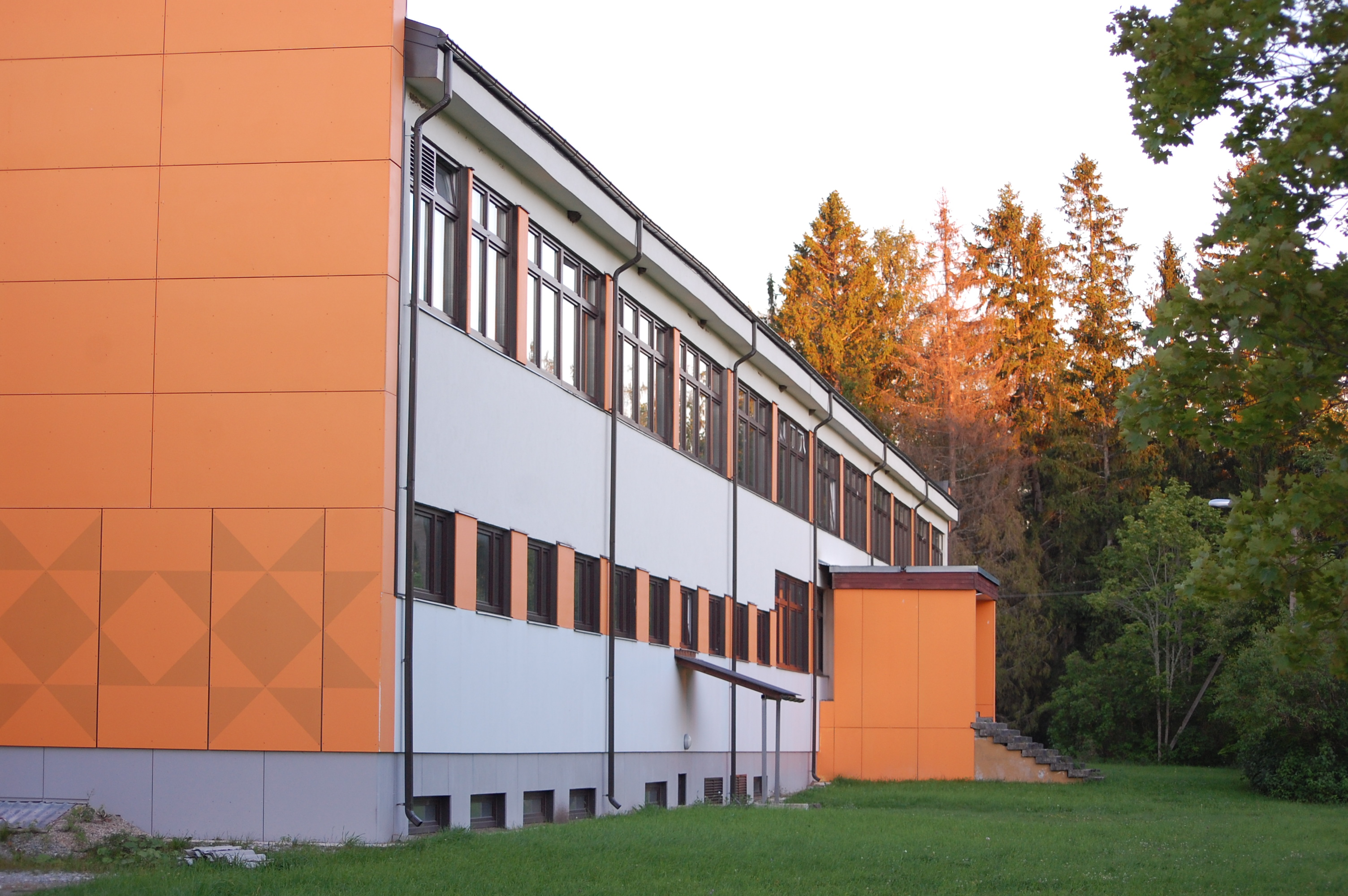
Вана-Вигалаская школа техники и обслуживания
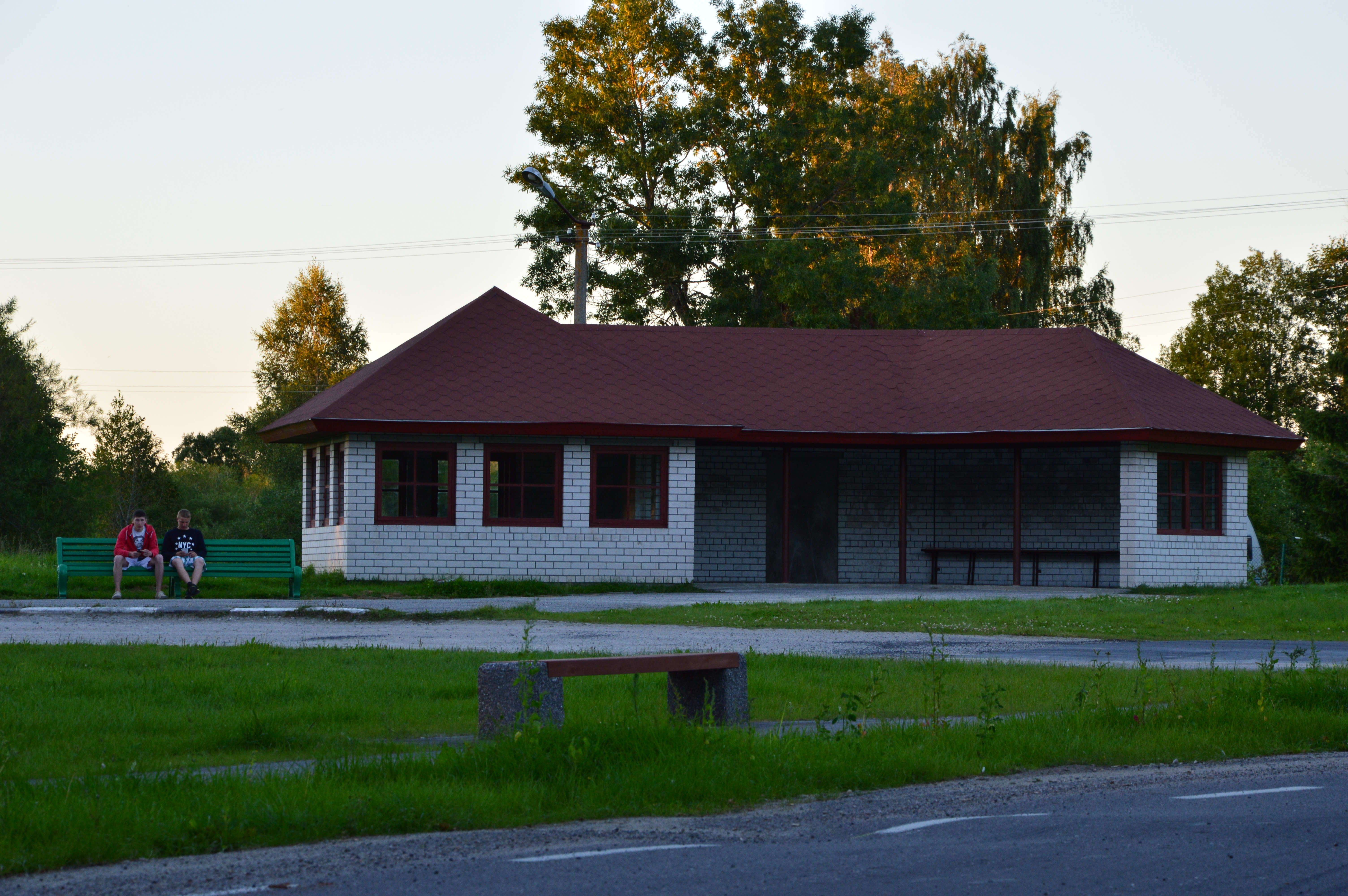
Автобусная остановка
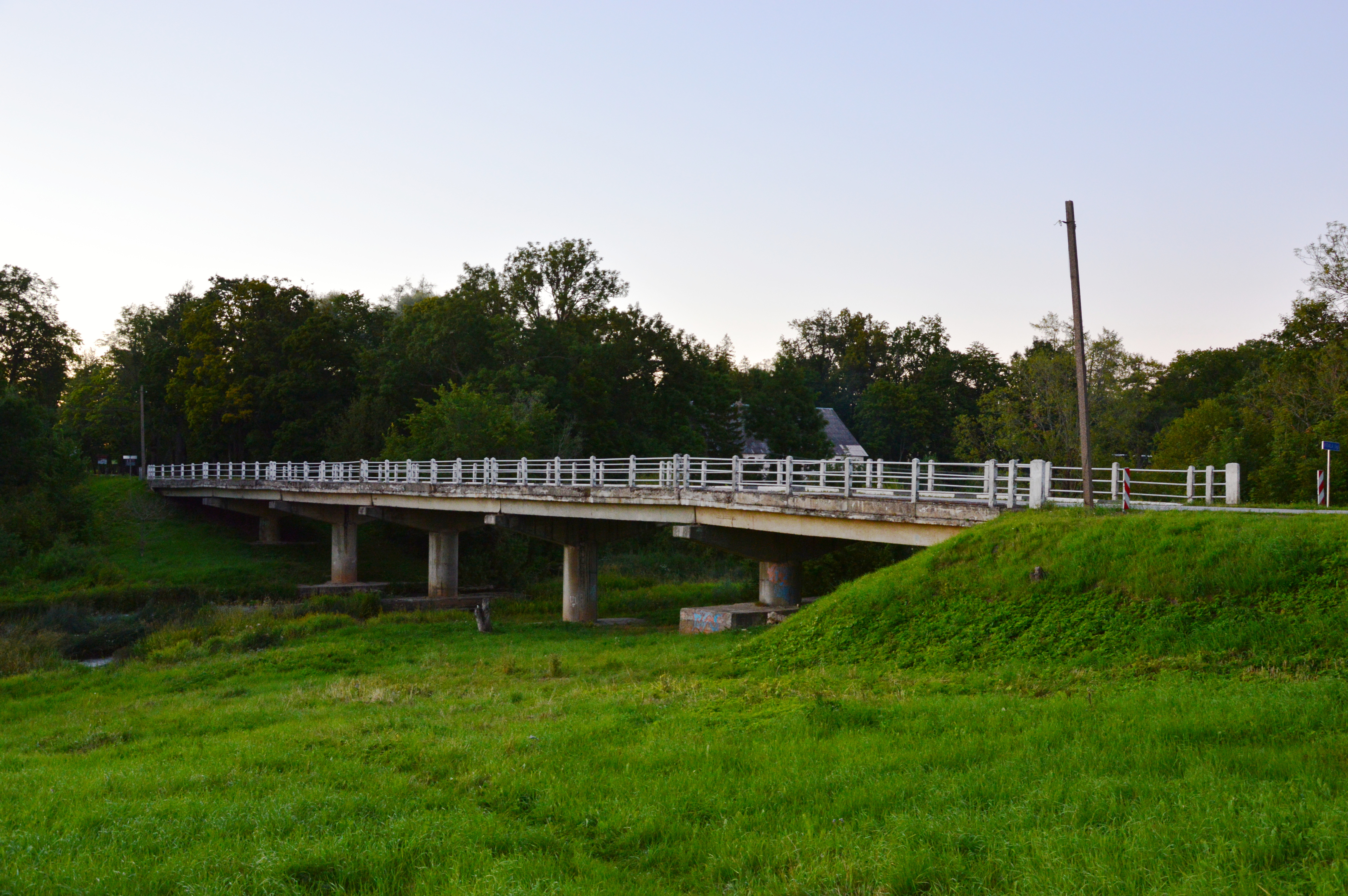
Вана-Вигалаский мост
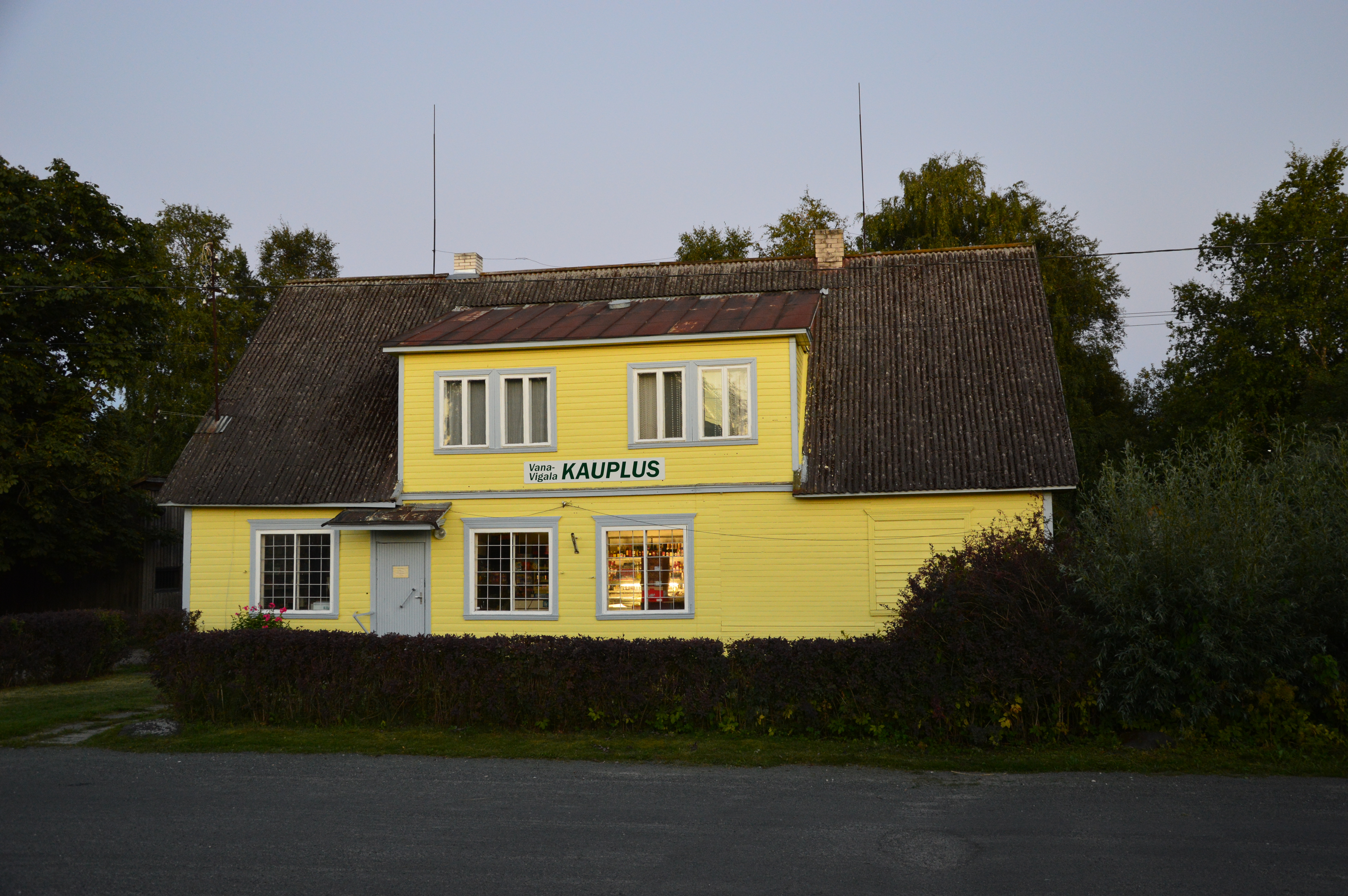
Магазин
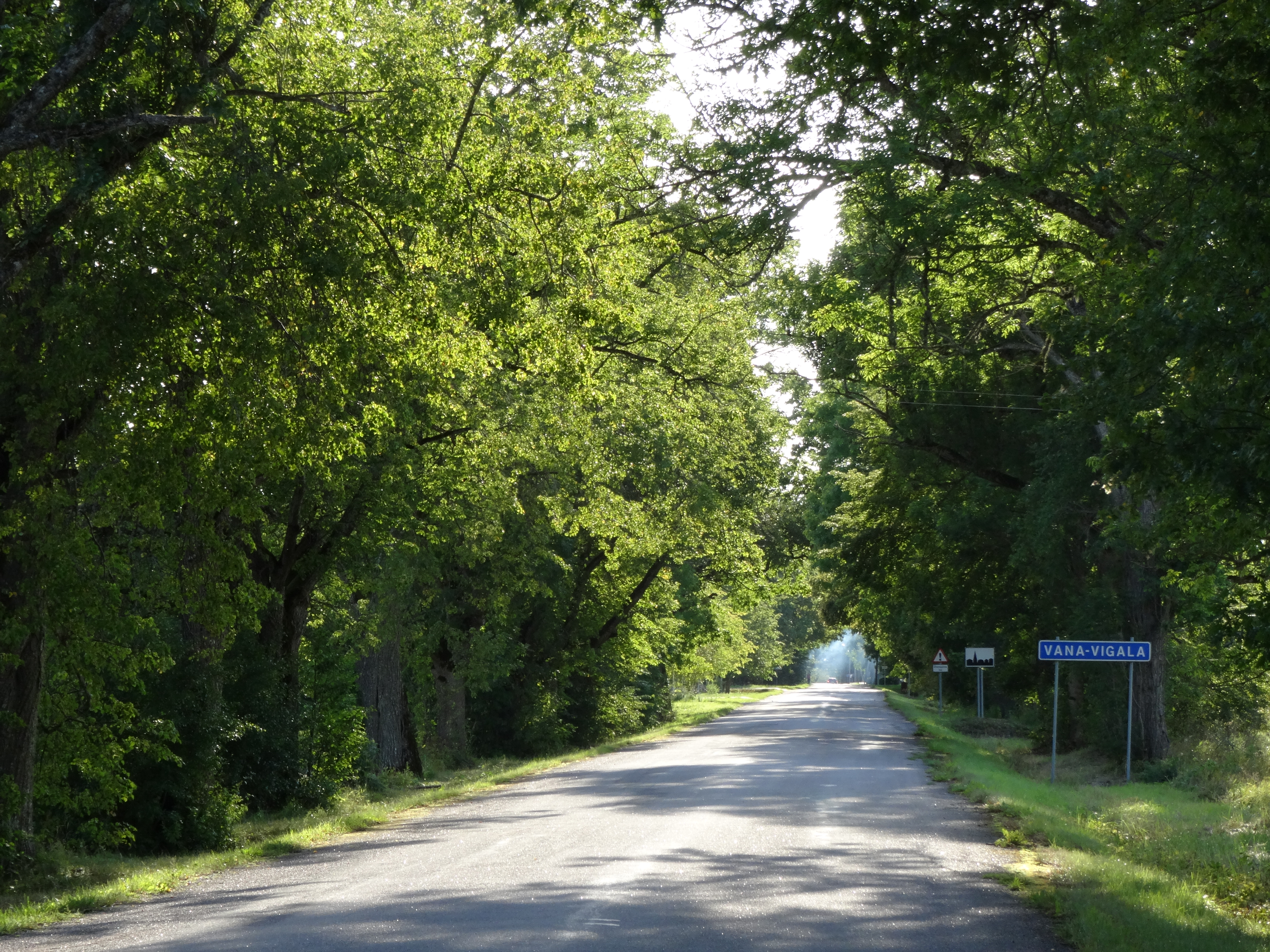
Дубовая аллея
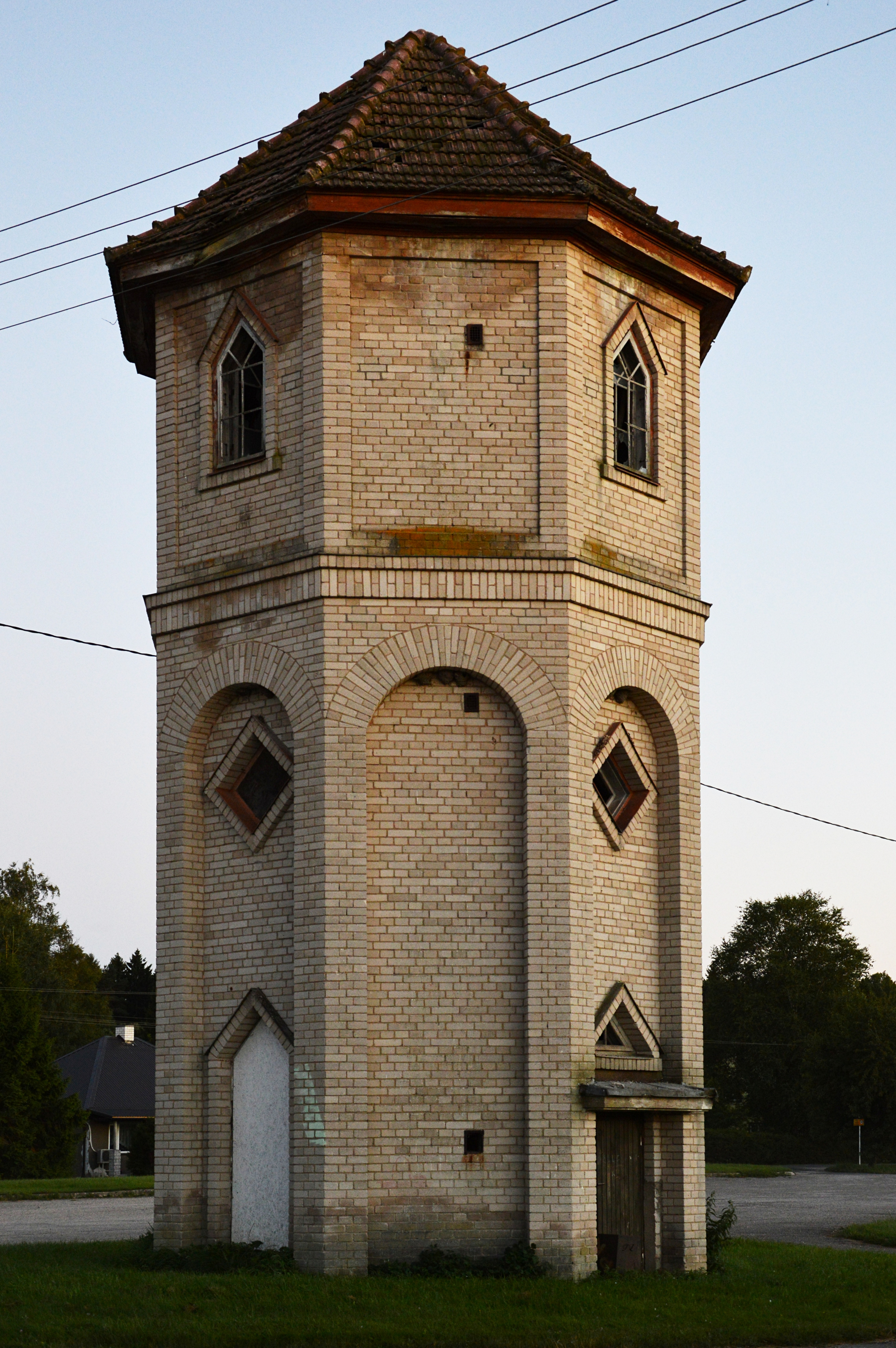
Водонапорная башня железнодорожного вокзала
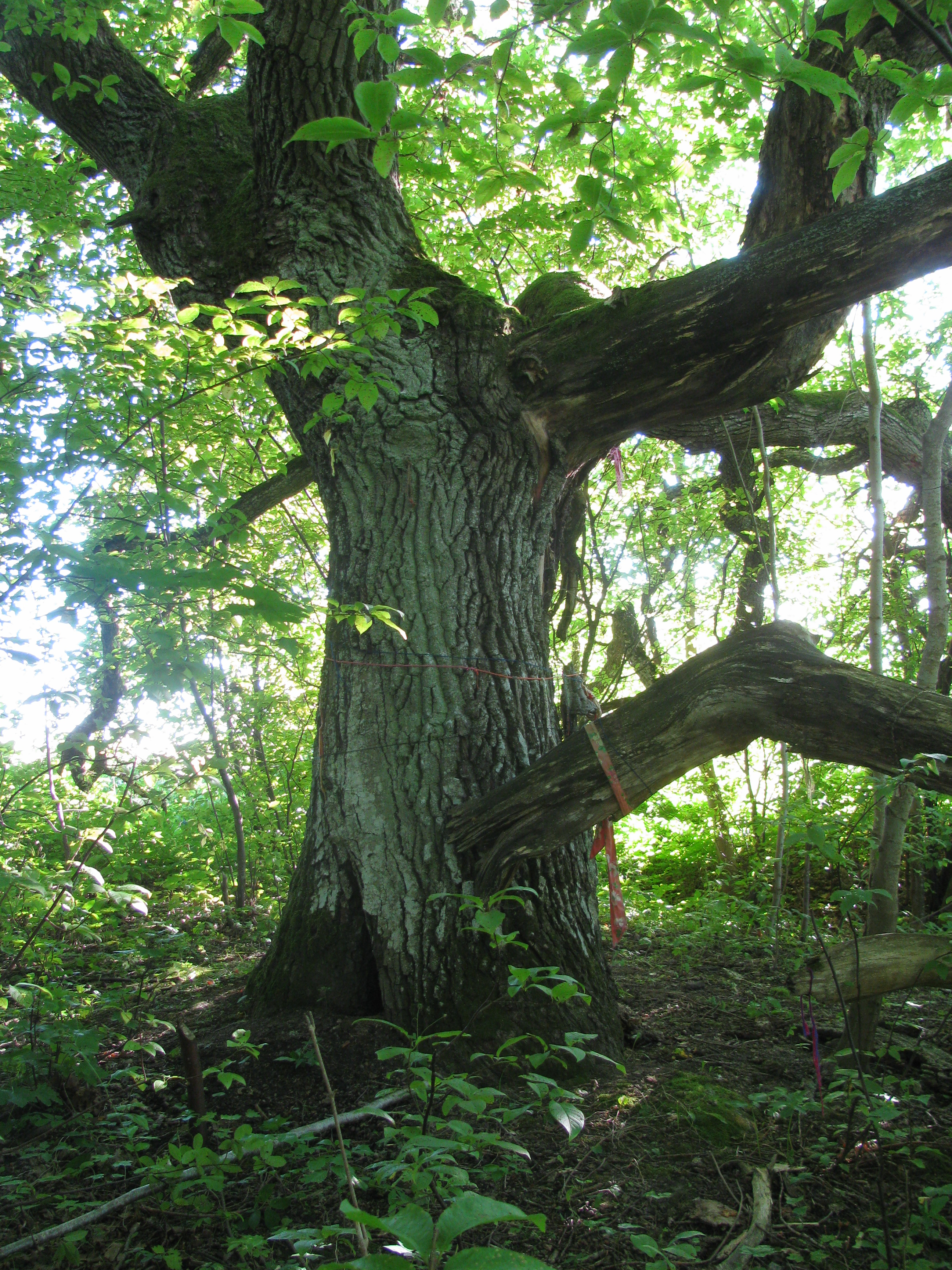
«Священный» дуб Вана-Вигала

### Комментарии
1. ↑  Эстонские топонимы, оканчивающиеся на -а, не склоняются (исключение — Нарва)